# Liste des monuments historiques de la province Nord (Nouvelle-Calédonie)
Pour un article plus général, voir Liste des monuments historiques de la Nouvelle-Calédonie.
La liste qui suit recense les bâtiments protégés au titre des monuments historiques de la province Nord de la Nouvelle-Calédonie, en France répertoriés dans la base de la province Nord donnée dans les liens externes.

## Liste
- Haut – A
- B
- C
- D
- E
- F
- G
- H
- I
- J
- K
- L
- M
- N
- O
- P
- Q
- R
- S
- T
- U
- V
- W
- X
- Y
- Z

| Monument                                       | Commune   | Adresse | Coordonnées    | Notice | Protection | Date | Illustration               |
| ---------------------------------------------- | --------- | ------- | -------------- | ------ | ---------- | ---- | -------------------------- |
| Mine Pilou                                     | Poum      |         | à géolocaliser |        | Classé     |      | Image manquante Téléverser |
| Village minier de Tiébaghi                     | Koumac    |         | à géolocaliser |        | Classé     |      | Image manquante Téléverser |
| Grottes de Koumac                              | Koumac    |         | à géolocaliser |        | Classé     |      | Image manquante Téléverser |
| Magasin Paccily                                | Koumac    |         | à géolocaliser |        | Classé     |      | Image manquante Téléverser |
| Maison Destoop                                 | Voh       |         | à géolocaliser |        | Classé     |      | Image manquante Téléverser |
| Cœur de Voh                                    | Voh       |         | à géolocaliser |        | Classé     |      | Image manquante Téléverser |
| Grottes de Fatanoué                            | Voh       |         | à géolocaliser |        | Classé     |      | Image manquante Téléverser |
| Poteries lapita restaurées de Foaè             | Voh       |         | à géolocaliser |        | Classé     |      | Image manquante Téléverser |
| Maison Caujolle                                | Koné      |         | à géolocaliser |        | Classé     |      | Image manquante Téléverser |
| Site lapita de Foaè                            | Koné      |         | à géolocaliser |        | Classé     |      | Image manquante Téléverser |
| Château Grimigni                               | Pouembout |         | à géolocaliser |        | Classé     |      | Château Grimigni           |
| Pigeonnier                                     | Pouembout |         | à géolocaliser |        | Classé     |      | Image manquante Téléverser |
| Grottes d'Adio                                 | Poya      |         | à géolocaliser |        | Classé     |      | Image manquante Téléverser |
| Maison Janisel                                 | Pouébo    |         | à géolocaliser |        | Classé     |      | Image manquante Téléverser |
| Chemin historique de Balade                    | Pouébo    |         | à géolocaliser |        | Classé     |      | Image manquante Téléverser |
| Monument de Balade                             | Pouébo    |         | à géolocaliser |        | Classé     |      | Image manquante Téléverser |
| Îlot Poudié                                    | Pouébo    |         | à géolocaliser |        | Classé     |      | Image manquante Téléverser |
| Vitraux historiés de l'église de Balade        | Pouébo    |         | à géolocaliser |        | Classé     |      | Image manquante Téléverser |
| Usine hydroélectrique de Tao                   | Hienghène |         | à géolocaliser |        | Classé     |      | Image manquante Téléverser |
| Centre culturel Goa Ma Bwarhat                 | Hienghène |         | à géolocaliser |        | Classé     |      | Image manquante Téléverser |
| Collection archéologique du musée de Hienghène | Hienghène |         | à géolocaliser |        | Classé     |      | Image manquante Téléverser |
| Waan Yaat                                      | Hienghène |         | à géolocaliser |        | Classé     |      | Image manquante Téléverser |
| Rochers de Lindéralique                        | Hienghène |         | à géolocaliser |        | Classé     |      | Image manquante Téléverser |
| Eglise de Touho Mission                        | Touho     |         | à géolocaliser |        | Classé     |      | Image manquante Téléverser |
| Presbytère de Touho Mission                    | Touho     |         | à géolocaliser |        | Classé     |      | Image manquante Téléverser |
| Eglise de la mission de Tyé                    | Poindimié |         | à géolocaliser |        | Classé     |      | Image manquante Téléverser |
| Presbytère de la mission de Tyé                | Poindimié |         | à géolocaliser |        | Classé     |      | Image manquante Téléverser |
| Vitraux de l'église du Sacré-Cœur de Cié       | Poindimié |         | à géolocaliser |        | Classé     |      | Image manquante Téléverser |
| Ecole Leenhardt à Do Neva                      | Houaïlou  |         | à géolocaliser |        | Classé     |      | Image manquante Téléverser |
| Maison du missionnaire Laffay                  | Houaïlou  |         | à géolocaliser |        | Classé     |      | Image manquante Téléverser |
| Site archéologique de Pwawéta                  | Canala    |         | à géolocaliser |        | Classé     |      | Image manquante Téléverser |